# Endrosa roscidella
Endrosa roscidella là một loài bướm đêm thuộc phân họ Arctiinae, họ Erebidae.